# U-433
| U-433                      | U-433                                                          | U-433                                                          |
| -------------------------- | -------------------------------------------------------------- | -------------------------------------------------------------- |
|                            |                                                                |                                                                |
|                            |                                                                |                                                                |
|                            |                                                                |                                                                |
| Під прапором               | Третій рейх                                                    | Третій рейх                                                    |
| Спуск на воду              | 15 березня 1941 року                                           | 15 березня 1941 року                                           |
| Виведений зі складу флоту  | 16 листопада 1941 року                                         | 16 листопада 1941 року                                         |
| Сучасний статус            | затоплений                                                     | затоплений                                                     |
| Проєкт                     |                                                                |                                                                |
| Тип ПЧ                     | Торпедний ДПЧ                                                  | Торпедний ДПЧ                                                  |
| Основні характеристики     |                                                                |                                                                |
| Швидкість (надводна)       | 17,7 вузлів                                                    | 17,7 вузлів                                                    |
| Швидкість (підводна)       | 7,6 вузлів                                                     | 7,6 вузлів                                                     |
| Робоча глибина занурення   | 100 м                                                          | 100 м                                                          |
| Гранична глибина занурення | 220 м                                                          | 220 м                                                          |
| Екіпаж                     | 44 осіб                                                        | 44 осіб                                                        |
| Розміри                    |                                                                |                                                                |
| Довжина найбільша (по КВЛ) | 67,1 м                                                         | 67,1 м                                                         |
| Ширина корпусу найб.       | 6,2 м                                                          | 6,2 м                                                          |
| Висота                     | 9,6 м                                                          | 9,6 м                                                          |
| Середня осадка (по КВЛ)    | 4,70 м                                                         | 4,70 м                                                         |
| Водотоннажність надводна   | 769 т                                                          | 769 т                                                          |
| Озброєння                  |                                                                |                                                                |
| Артилерія                  | одна палубна гармата калібру 88-мм, одна 20-мм зенітна гармата | одна палубна гармата калібру 88-мм, одна 20-мм зенітна гармата |
| Торпедно- мінне озброєння  | 4 носових і один кормовий ТА. 14 торпед або 26 мін             | 4 носових і один кормовий ТА. 14 торпед або 26 мін             |

U-433 — німецький підводний човен типу VIIC, часів Другої світової війни.
Замовлення на будівництво човна було віддане 23 вересня 1939 року. Човен був закладений на верфі суднобудівної компанії «F.Schichau GmbH» у Данцигу 4 січня 1940 року під заводським номером 1474, спущений на воду 15 березня 1941 року, 24 травня 1941 року увійшов до складу 3-ї флотилії. Єдиним командиром човна був оберлейтенант-цур-зее Ганс Ей.
Човен зробив 2 бойових походи в яких пошкодив 1 судно.
Потоплений о 21:55 16 листопада 1941 року у Середземному морі східніше Гібралтару (36°13′ пн. ш. 04°42′ зх. д. / 36.217° пн. ш. 4.700° зх. д.) глибинними бомбами та артилерією британського корвета «Меріголд». 6 членів екіпажу загинули, 38 врятовані.

## Потоплені та пошкоджені кораблі[3]
| Назва  | Тип           | Належність | Дата            | Тоннаж (БРТ) | Вантаж | Статус     | Місце                                                       |
| Bestum | торгове судно | Норвегія   | 11 вересня 1941 | 2 215        |        | пошкоджено | 63°00′ пн. ш. 37°00′ зх. д. / 63.000° пн. ш. 37.000° зх. д. |